# Futbol'nyj Klub Družba Majkop
Il Družba Majkop, ufficialmente Futbol'nyj Klub Družba Majkop (in russo Футбольный клуб Дружба Майкоп?, cioè Società Calcistica "Amicizia" Majkop; translitterazione anglosassone: Druzhba Maykop), è una società di calcio russa con sede a Majkop.

## Storia
La società fu fondata nel 1963 con il nome di Urožaj (in russo Urožaj?, cioè Raccolto). Esordì nei campionati nello stesso anno partendo dalla Klass B, terza serie del campionato. Nel 1969 cambiò nome in Družba: nello stesso anno grazie alla vittoria nelle finali del campionato riuscì a mantenere la categoria, nonostante la riforma dei campionati.
Rimase in terza serie fino alla scomparsa dell'Unione Sovietica nel 1991 (29 campionati consecutivi), senza ottenere risultati di rilievo in campionato, ma raggiungendo per due volte consecutive i sedicesimi di finale in Coppa dell'URSS (nel 1987/'88 e nel 1988/'89).
Con la nascita del campionato russo di calcio fu collocato nella seconda serie; dopo un quarto posto nella stagione iniziale i risultati della squadra peggiorarono fino alla retrocessione del 1998. Da allora milita nel girone sud di Pervenstvo Professional'noj Futbol'noj Ligi, terza serie del campionato russo.
In Coppa di Russia ottenne il suo miglior risultato proprio nella prima edizione del trofeo quando giunse addirittura in semifinale, dove fu eliminato dalla Torpedo Mosca, che vinse poi il torneo.

## Palmarès

### Competizioni nazionali
- Vtoraja Liga sovietica: 2

1968 (Girone 3), 1969 (Girone 1 e girone finale)

### Altri piazzamenti
- Coppa di Russia:

Semifinalista: 1992-1993